# 9Muses S/S Edition
9Muses S/S Edition (muitas vezes estilizado como 9MUSES S/S EDITION) é o quartro extended play do grupo feminino sul-coreano Nine Muses. Foi oficialmentelançado em 2 de julho de 2015 pela Star Empire Entertainment e distribuído pela KT Music (Genie Music). O EP consiste em seis faixas, incluondo Hurt Locker que serviu como faixa promocional.

## Antecedentes
Após a finalização das promoções de seu terceiro EP Drama em março de 2015, Nine Muses começou as preparações para o lançamento de seu quarto EP. Em 24 de maio, a gravadora Star Empire Entertainment anunciou que o retorno do grupo estava previsto para julho, sem ter nenhuma saída ou entrada de integrantes, como ocorreu em seu lançamento anterior.

## Lançamento
Em 3 de junho, foi confirmado que o retorno do grupo estava previsto para o próximo mês, com um conceito especial de verão. As imagens teasers começaram a ser reveladas em 16 de junho, confirmando também que o lançamento oficial seria em 2 de julho. A lista de faixas foi oficialmente revelada em 25 de junho através de um vídeo que contém pequenas pré-visualizações de todas as faixas do EP.
O EP foi inteiramente lançado em 2 de julho, tanto fisicamente quanto digitalmente. O álbum foi disponibilizado em diversos sites de música, incluindo Melon apenas na Coreia do Sul, e iTunes no mundo inteiro.

## Videoclipe
Eem 23 de junho, o primeiro teaser musical foi lançado no canal oficial do Nine Muses no YouTube. O segundo teaser foi revelado no dia seguinte, em 24 de junho. O terceiro e último teaser, focado principalmente na integrante Hyemi, foi oficialmente lançado em 29 de junho. O videoclipe oficial para Hurt Locker foi lançado em 2 de junho e apresenta as integrantes dançando no meio e encima de diversos containers enormes e coloridos. Um video para a coreografia da canção foi revelada em 5 de julho.
Em 13 de agosto, Nine Muses lançou um video promocional da faixa Yes or No, que foi dirigido e editado pelas próprias integrantes. O vídeo mostra as meninas cantando através de suas contas do Instagram.

## Promoção
Para promover o EP, Nine Muses performou a faixa Hurt Locker em diversos programas musicais da Coreia do Sul. Sua primeira apresentação de retorno ocorreu no programa musical Music Bank em 3 de julho. Elas também se apresentaram nos programas Show! Music Core, Show! Music Core e M! Countdown. Um evento showcase foi realizado pela Genie Music, onde elas apresentaram as novas canções o EP, além de alguns dos lançamentos antigos Wild, Drama, News e Dolls. As promoções para o EP foram finalizadas em 18 de agosto.

## Performance comercial
O 9Muses S/S Edition estreou na posição cinco do Gaon Album Chart em apenas dois dias de lançamento. Na edição mensal deste gráfico, o EP apareceu em posição quinze com 7.054 cópias físicas vendidas no mês de julho. Também estreou na posição oito no Billboard World Albums Chart durante a semana de 8 de julho de 2015. Desde 2015, o EP vendeu 7,372 cópias.
O single promocional Hurt Locker estreou na posição trinta e dois na Gaon Digital Chart entre 28 de junho e 4 de julho de 2015, com 50.745 downloads vendidos e 747.074 fluxos. No final de julho, o EP vendeu cerca de 153.403 cópias digitais e obteve obteve 946.739 fluxos. Para a semana de 18 de julho de 2015, a cabeça entrou no World Digital Songs da  Billboard na posição vinte.

## Lista de faixas[32]
| N.º            | Título                       | Letras              | Música                                      | Duração |  |
| 1.             | "Muse"                       | e.one               | e.one                                       | 1:01    |  |
| 2.             | "Hurt Locker"                | e.one Urban Cllasik | Erik Lidbom Anne Judith Wik Herbie Crichlow | 3:26    |  |
| 3.             | "A"                          | e.one Euaerin       | e.one                                       | 3:08    |  |
| 4.             | "Fancy"                      | Jung Changwook      | Jung Changwook                              | 3:06    |  |
| 5.             | "Yes or No"                  | Boytoy Lel Euaerin  | Boytoy Lel                                  | 3:30    |  |
| 6.             | "Hurt Locker (instrumental)" |                     | Lidbom Wik Crichlow                         | 3:26    |  |
| Duração total: | Duração total:               | Duração total:      | Duração total:                              | 17:37   |  |

## Paradas

### Parada mensal
| Gráfico (2015)                          | Melhor posição nas paradas | Referências |
| --------------------------------------- | -------------------------- | ----------- |
| Coreia do Sul (Gaon Album Chart)        | 5                          | [ 22 ]      |
| Estados Unidos (Billboard World Albums) | 8                          | [ 24 ]      |

### Paradas mensais
| Gráfico (2015)                   | Melhor posição nas paradas | Referência |
| -------------------------------- | -------------------------- | ---------- |
| Coreia do Sul (Gaon Album Chart) | 15                         | [ 23 ]     |

### Paradas final de ano
| Gráfico (2015)                   | Melhor posição nas paradas | Referência |
| -------------------------------- | -------------------------- | ---------- |
| Coreia do Sul (Gaon Album Chart) | 150                        | [ 25 ]     |

## Histórico de lançamento
| Região        | Data de lançamento | Formatos             | Gravadora                           | Referência   |
| ------------- | ------------------ | -------------------- | ----------------------------------- | ------------ |
| Coreia do Sul | 2 de julho de 2015 | CD, Digital download | Star Empire Entertainment, KT Music | [ 33 ] [ 1 ] |
| Mundo inteiro | 2 de julho de 2015 | Digital download     | Star Empire Entertainment, KT Music | [ 7 ]        |